# (471150) 2010 FC49
(471150) 2010 FC49 est un objet transneptunien.

## Caractéristiques
2010 FC49 mesure environ 260 km de diamètre.